# Finlàndia Occidental
La província de Finlàndia Occidental fou una província de Finlàndia. Feia frontera amb les províncies d'Oulu, Finlàndia del Sud i Finlàndia Oriental.

## Províncies Històriques
El 1997 es redissenyà la divisió administrativa finlandesa, i es va reduir el nombre de províncies de 12 a 6, tot incorporant a la de Finlàndia Occidental part de les Turku i Pori, Vaasa, Finlàndia Central i parts septentrionals de la de Häme.
Totes les províncies de Finlàndia es van abolir l'1 de gener de 2010.

## Regions
Finlàndia Occidental es dividia en set regions:
- Ostrobòtnia del Sud (Etelä-Pohjanmaa / Södra Österbotten)
- Regió d'Ostrobòtnia (Pohjanmaa / Österbotten)
- Pirkanmaa (Pirkanmaa / Birkaland)
- Satakunta (Satakunta / Satakunda)
- Ostrobòtnia Central (Keski-Pohjanmaa / Mellersta Österbotten)
- Finlàndia Central (Keski-Suomi / Mellersta Finland)
- Finlàndia Pròpia (Varsinais-Suomi / Egentliga Finland)

## Llengües
Endemés del finesos, els suecs de Finlàndia són importants a la zona costanera.